# Henri Contet
Pour les articles homonymes, voir Contet.
Henri Contet, né le 8 mai 1904 à Anost (Saône-et-Loire) et mort le 15 avril 1998 à Paris (7e), est un ingénieur (EIGSI/EEMI, promotion 1923), critique de cinéma, acteur, parolier et journaliste français.

## Biographie
Il a écrit plus de mille chansons pour de célèbres interprètes comme Édith Piaf, Yves Montand, Mireille Mathieu et Ute Lemper,.

### Édith Piaf
Sa rencontre avec Édith Piaf pendant la guerre lançait sa carrière d'auteur. Pour elle, il a écrit 32 chansons, dont certaines sont devenues célèbres comme Padam, Padam… (1953) et Le Noël de la rue.

### Les «nouvelles voix»
À la suite, Contet écrit des textes pour les interprètes récemment apparus vers la fin des années 1950 : Jacqueline Danno (Un vieux refrain), Pia Colombo (Cependant, Tique taque, Mon cœur est dans un nuage), Richard Anthony (C'est le jeu, 1959).
Devenu président de la Société des auteurs, compositeurs et éditeurs de musique, il avait moins de temps à consacrer à l'écriture de textes. Paraissaient cependant des chansons pour Josy Andrieu (Les Guitares de l'été, Deux enfants réunis), Michèle Torr (Mais la vie, c'est la vie), Frida Boccara (La Seine à Paris, 1961, L'Homme de lumière, 1962), Régine (Fais-moi danser) et Romuald (Cow-boy).
Il a aussi écrit pour Mireille Mathieu ou Georgette Lemaire.
Henri Contet disparaît en 1998 à l'âge de 94 ans, laissant derrière lui une quantité impressionnante de chansons, dont plusieurs font désormais partie du patrimoine musical français. Il est inhumé au cimetière du Montparnasse (division 10), à Paris.

## Chansons

### Liste des chansons écrites pourÉdith Piaf
- Pleure pas (1940) avec Marguerite Monnot

- C'était une histoire d'amour (1942) avec Jean Jal
- Histoires de coeur (1943) avec Marguerite Monnot
- C'est toujours la même histoire (1943)

- Monsieur Saint-Pierre (1944)
- Y’a pas de printemps (1944) avec Marguerite Monnot
- Les deux rengaines (1944) avec Henri Bourtayre
- Le chasseur de l'hôtel (1944) avec Henri Bourtayre
- Regarde moi toujours comme ça (1945) avec Marguerite Monnot
- C'est Merveilleux (1946) avec Marguerite Monnot
- Adieu Mon Coeur (1946) avec Marguerite Monnot
- Le chant du pirate (1946) avec Marguerite Monnot
- Celui qui ne savait pas pleurer (1946) avec Marguerite Monnot
- C'est pour ça (1946) avec Marguerite Monnot

- Padam padam (1952) avec Norbert Glanzberg

- Bravo pour le clown (1953),
- Les neiges de Finlande (1958) avec Marguerite Monnot

- T’es beau, tu sais (1958)[6]
- Le vieux piano (1959) avec Claude Léveillée [7]

### Chansons pour d'autres interprètes d'après-guerre
Après la Libération, Henri Contet écrivit des textes pour :
- Simone Langlois : Un air d'accordéon (1947).
- Léo Marjane : C'est pour ça, C'était écrit (1948).
- Lucienne Delyle : Ça me suffit (1949), Le Monsieur aux lilas aussi interprété par André Claveau (1952), Quel temps fait-il à Paris ? sur la musique de  Les Vacances de monsieur Hulot (1953), Ça marche (1953), Le Clocher de notre amour (1956), Au soleil de mai, Chanson vagabonde
- Jacqueline François : Mademoiselle de Paris, Pour lui (1948), De temps en temps (1950).
- Georges Guétary : Boléro (1949), Dans ma vie et Le Cœur en balançoire (1956), Si bien dans l’ombre.
- Yves Montand : Ce monsieur-là, Ma gosse et Ma petite môme (1948), Le Carrosse et Quand on se balade (1958).
- John William : Le Bleu de l'été  (d'après : The Green Leaves of Summer  du film  Alamo), Si toi aussi tu m'abandonnes  (d'après Do not Forsake Me ô My Darling du film : Le train sifflera trois fois).

## Distinctions
- Henri Contet a été décoré de la Légion d’honneur en 1956[8].

## Filmographie
- 1938 : Une de la cavalerie de Maurice Cammage
- 1938 : La Vie des artistes de Bernard Roland
- 1938 : Quand le cœur chante  de Bernard Roland
- 1955 : M'sieur la Caille de André Pergament